# Alfred Consten
Alfred Consten (* 1895; † 3. Februar 1984) war ein deutscher Kinderarzt und ärztlicher Standespolitiker.

## Leben
Alfred Consten wurde 1920 an der Universität zu Köln zum Dr. med. promoviert. 1927 erhielt er die Anerkennung als Facharzt für Kinderheilkunde und ließ sich im selben Jahr in Düsseldorf als Kinderarzt nieder. 
Er war von 1961 bis 1969 Präsident der Ärztekammer Nordrhein.

## Ehrungen
- 1971: Großes Verdienstkreuz der Bundesrepublik Deutschland
- 1973: Paracelsus-Medaille der Deutschen Ärzteschaft
- Ehrenpräsident der Ärztekammer Nordrhein